# Clover (イベントプロデュース団体)
cloverは、東京都杉並区の、イベントプロデュース団体である。
かつては、「神田外大非公認お化け屋敷サークル "Bakecir"バケサー」、「プレッシャーイベント企画室」という名称だったこともある。
代表の岩名謙太が大学在学中に立ち上げた。「人の心を動かす」をテーマに、アトラクションやイベントを制作している。主要メンバーである男女4人は、「四つ葉ハウス」と呼ばれる一軒家でシェアハウスをしている。
2016年5月末日には阿佐ヶ谷アニメストリートに常設店舗をオープンさせた。
その後、経営状態悪化により、2016年11月には一度閉鎖に追い込まれそうになったが、クラウドファンディングで資金調達に成功し、継続となった。

## 企画や制作したイベント・アトラクション
- Quarantine

記念すべき第一作目のアトラクション。
その様子はYouTubeで全編公開されている。
https://www.youtube.com/watch?v=5AY3J_pzavU
- シカバネ

ホラーゲームSIREN_(ゲームソフト)の世界を再現したミッション型お化け屋敷。
「SIREN_(ゲームソフト)を実体験できる」という宣伝で、実際の民家を使って開催された。
代表によれば、今後「SIREN2」のキャラクターも登場させたいとのこと。
以降、場所や設定を少しずつ変え、cloverのメイン企画となっていく。
- シカバネシリーズ 病棟編

- シカバネ新章

2016年4月23日、満足のいくクオリティに達していないという理由で、開催中止が発表された。
- ハイド・イン・ザ・クローゼット

- シカバネ阿佐ヶ谷編

- ゾンビバトルロワイヤル リターンズ

- ハイド・イン・ザ・クローゼット2

- 阿佐ヶ谷 SPY ストリート

2016年12月22日、諸事情により開催中止が発表された。
- Narikiriステージ『シカバネ』

2017年2月15日、出演者がインフルエンザ感染により、開催延期が発表された。
- どろぼう体感型アトラクション こそドロ！

2017年3月3日、出演者が体調不良のため公演中止が発表された。
- シカバネ～忘れられた臨海学校～

2017年3月9日、企画・制作代表者が体調不良のため公演中止が発表された。

## メンバー
岩名謙太
「clover」の創立者。
神田外語大学の在学中に団体を立ち上げる。
学業を休学し、企画監修およびプロデュースを行う。
オバケンのイベントにてゾンビ役として出演もしている。

川口杏奈
運営サポートを主に行っている。
cloverが主催するイベントでは店頭に立ち、スタッフとして接客を行う。
貿易の専門学校卒業後、福岡の貿易商社に務めるが「このままでは人生がつまらない！」と辞職し、cloverに参加。
オバケンのイベントでもスタッフをしている。

ポポー
イラストデザイン・キャストを務める。
ゲーム会社のCGデザイナーとして、8年間勤めるが、clover企画の素晴らしさに衝撃を受け、ゲーム業界を辞め、アトラクションの世界へと転向。

加部くん
備品の補強・修理、音響照明 担当。